# Poggio-Marinaccio
Poggio-Marinaccio es una comuna francesa situada en la circunscripción departamental de Alta Córcega, en el territorio de la colectividad de Córcega.

## Demografía
| 33 | 44 | 38 | 31 | 22 | 16 | 31 |
| Para los censos de 1962 a 1999 la población legal corresponde a la población sin duplicidades (Fuente: INSEE [Consultar]) |    |    |    |    |    |    |